# Horneofitòpsides
Horneophytopsida és una classe de plantes vasculars primitives incloent el gènere Caia, Tortilicaulis, i Horneophyton. Malgrat una antiga classificació entre els Rhyniophyta, el grup es distingeix per tenir un esporangi ramificat, i mancar de veritable xilema.

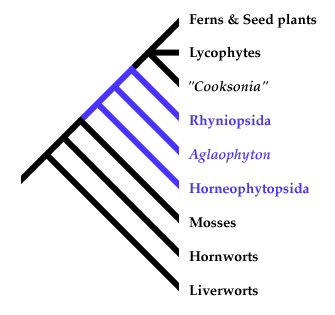
Cladograma de les plantes terrestres (Embriòfites mostrant la posició de les "rhyniophytes" (en blau). Diagrama basat en Kenrick & Crane 1997.